# أليخاندرو تابيلو
أليخاندرو تابيلو (مواليد 2 يونيو 1997) هو لاعب تنس محترف تشيلي، أعلى تصنيف له في الفردي كان ال91 في أبريل 2022.

## روابط خارجية
- أليخاندرو تابيلو على موقع رابطة محترفي التنس (الإنجليزية)
- أليخاندرو تابيلو على موقع الاتحاد الدولي لكرة المضرب (الإنجليزية)
- أليخاندرو تابيلو على موقع كأس ديفيز (الإنجليزية)
- أليخاندرو تابيلو على موقع خلاصة التنس.كوم (الإنجليزية)
- أليخاندرو تابيلو على موقع إي إس بي إن.كوم (الإنجليزية)
- أليخاندرو تابيلو على موقع اللجنة الأولمبية الدولية (الإنجليزية)